# Слепая кишка

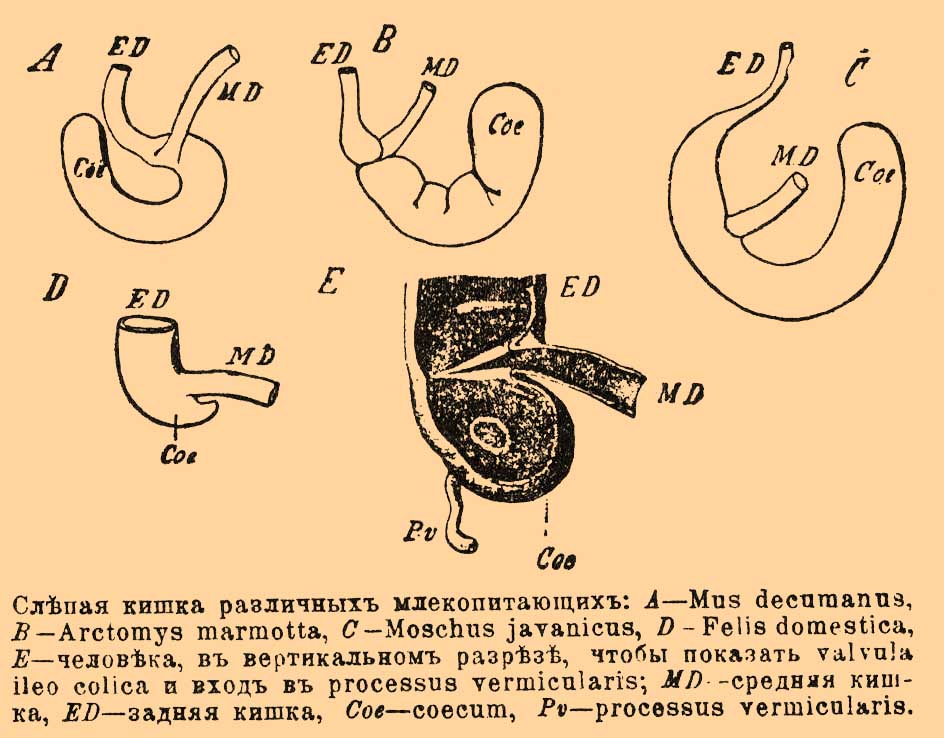
Слепая кишка различных млекопитающих: А — серой крысы, B — горного сурка, С — кабарги, D — кошки, Е — человека, в вертикальном разрезе, чтобы показать valvula ileo colica и вход в processus vermicularis, MD — средняя кишка, ED — задняя кишка, Coe — coecum, Pv — processus vermicularis, аппендикс.

Слепа́я кишка́, цекум (лат. Caecum — калька с греч. τυφλόν; отсюда воспаление слепой кишки — тифлит) — придаток в месте перехода тонких кишок в толстые у высших позвоночных животных (амниот).

## Описание
Представляет собой своеобразный загрузочный бункер толстой кишки, из которого начинают движение непереваренные остатки пищи.
У пресмыкающихся слепая кишка присутствует в зачаточной форме в виде небольшого выступа (большее развитие она получила у сухопутных черепах), а у млекопитающих часто достигает значительных размеров. Птицы имеют две длинные слепые кишки, располагающиеся напротив друг друга (у голубеобразных они, однако, невелики, а у трубконосых и соколообразных отсутствуют).
Китообразные, хищные, бо́льшая часть летучих мышей имеют небольшую слепую кишку (а у насекомоядных и афросорицид она вообще отсутствует). Напротив, у травоядных животных длина слепой кишки зачастую больше длины тела животного. У лошади длина слепой кишки составляет 1 м при ёмкости 34 л. Слепая кишка травоядных активно участвует в переваривании клетчатки (содержит бактерии, вызывающие брожение).
У некоторых неполнозубых (лат. Cycloturus sive Myrmedon) имеются две слепые кишки (у дамана же их — три; одна из них, непарная, находится в начале толстой кишки, а две парные располагаются ниже). Сумчатый муравьед (лат. Myrmecobius) не имеет слепой кишки.